# Исламович, Дино (боснийский футболист)
Дино Исламович (босн. Dino Islamović; род. 23 января 2001, Сараево) — боснийский футболист, защитник.

## Клубная карьера
Является воспитанником «Сараево», где прошёл путь через все детские и юношеские команды. В 2018 году подписал первый контракт с клубом. С 2020 года стал привлекаться к тренировкам и вызываться на сборы с основной командой. 25 октября того же года дебютировал за «Сараево» в чемпионате Боснии в игре с «Крупой». Исламович появился на поле в конце второго тайма и отметился жёлтой карточкой. Всего в первой половине сезона провёл два матча, после чего получил очередную травму колена, в результате чего выбыл до конца сезона. Восстановившись от травмы, принял участие в ответном полуфинальном матче кубка страны с «Игманом». В финальной встрече участия не принимал, а его команда уступила в серии пенальти. В июне 2022 года по обоюдному согласию расторг контракт с клубом.
Осенью 2022 года выступал за клуб ТОШК из Тешаня. В его составе дебютировал в первой боснийской лиге в матче стартового тура против «Горажде», появившись на поле в начале второго тайма. В общей сложности провёл за клуб девять матчей, отметившись одной голевой передачей. Вторую половину сезона провёл в «Игмане», выступавшем в Премьер-лиге, но в заявку на матч попал только один раз — 4 марта 2023 года в игре с «Леотаром».

## Карьера в сборной
Выступал за юношеские сборные Боснии и Герцеговины различных возрастов. В мае 2018 года в составе сборной до 17 лет принимал участие в юношеском чемпионате Европы в Англии. На турнире принял участие во всех трёх матчах группового этапа: с Данией (3:2), Бельгией (0:4) и Ирландией (0:2).

## Клубная статистика
| Выступление      | Выступление      | Выступление      | Лига | Лига | Кубки | Кубки | Конт. кубки | Конт. кубки | Итого | Итого |
| Клуб             | Лига             | Сезон            | Игры | Голы | Игры  | Голы  | Игры        | Голы        | Игры  | Голы  |
| ---------------- | ---------------- | ---------------- | ---- | ---- | ----- | ----- | ----------- | ----------- | ----- | ----- |
| Сараево          | Премьер-лига     | 2020/21          | 2    | 0    | 0     | 0     | 0           | 0           | 2     | 0     |
| Сараево          | Премьер-лига     | 2021/22          | 1    | 0    | 1     | 0     | 0           | 0           | 2     | 0     |
| Сараево          | Итого            | Итого            | 3    | 0    | 1     | 0     | 0           | 0           | 4     | 0     |
| ТОШК             | Первая лига      | 2022/23          | 9    | 0    | 0     | 0     | 0           | 0           | 9     | 0     |
| ТОШК             | Итого            | Итого            | 9    | 0    | 0     | 0     | 0           | 0           | 9     | 0     |
| Всего за карьеру | Всего за карьеру | Всего за карьеру | 12   | 0    | 1     | 0     | 0           | 0           | 13    | 0     |

## Достижения
Сараево:
- Серебряный призёр Боснии и Герцеговины: 2020/21
- Финалист кубка Боснии и Герцеговины: 2021/22